# Pizhou
Pizhou (邳州市S, PīzhōuP) è una città-contea della Cina, situata nella provincia di Jiangsu e amministrata dalla prefettura di Xuzhou.